# گادید
گادید (به لاتین: Gadid) یک منطقهٔ مسکونی در اسرائیل است که در Hof Aza Regional Council واقع شده‌است.